# Sulm
La Sulm est une rivière d'Autriche. C'est un affluent de la Mur qui se jette elle-même dans le Danube.

## Description
Elle prend sa source à 304 m d'altitude près de Gleinstätten et rejoint la Mur à 261 m d'altitude à Retznei près de Leibnitz. Son cours fait 83 km exclusivement en Autriche.